# DKW ULD 250

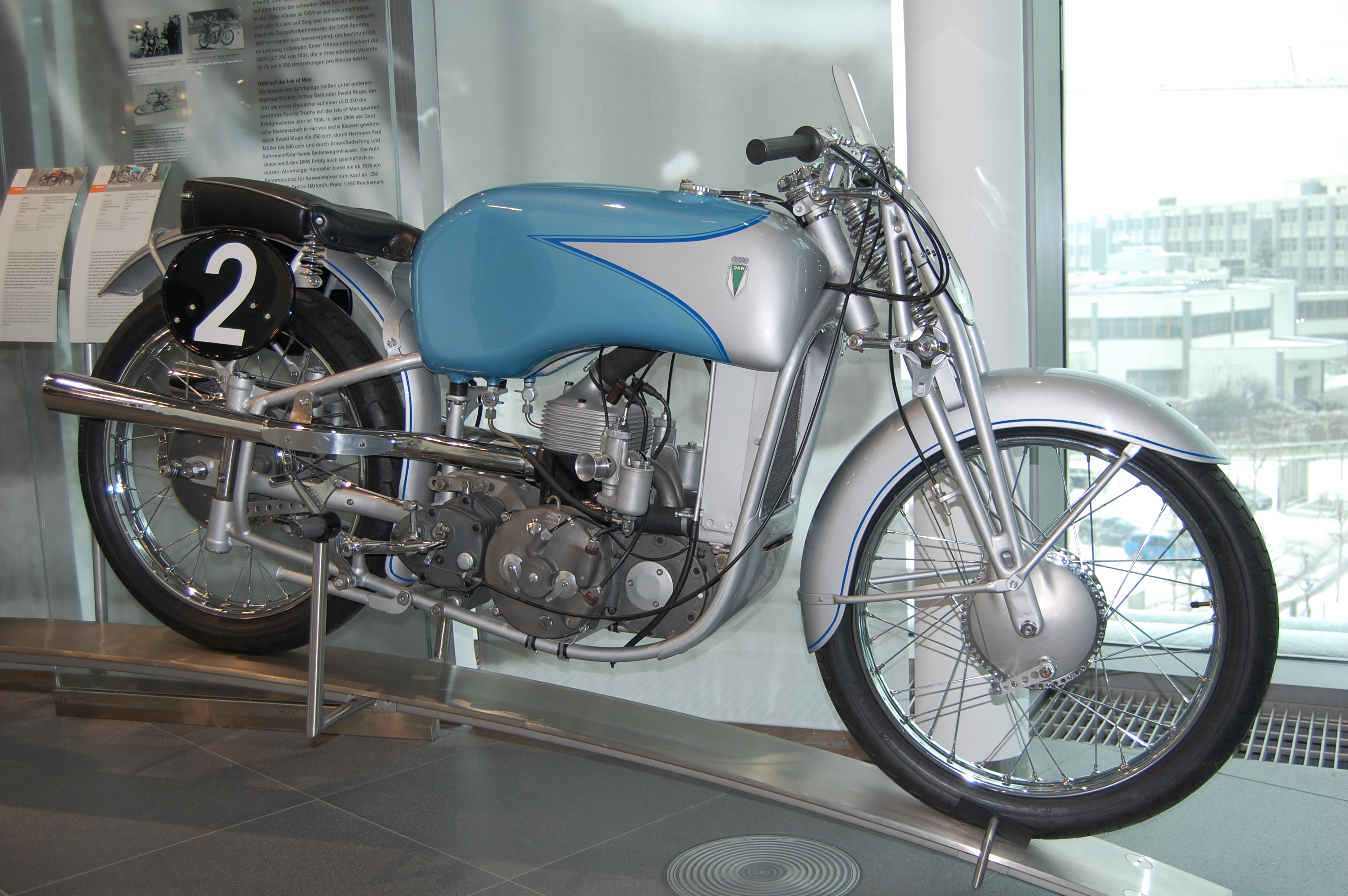
DKW US 250 von 1939
Weiterentwicklung der ULD mit Vielzellenverdichter

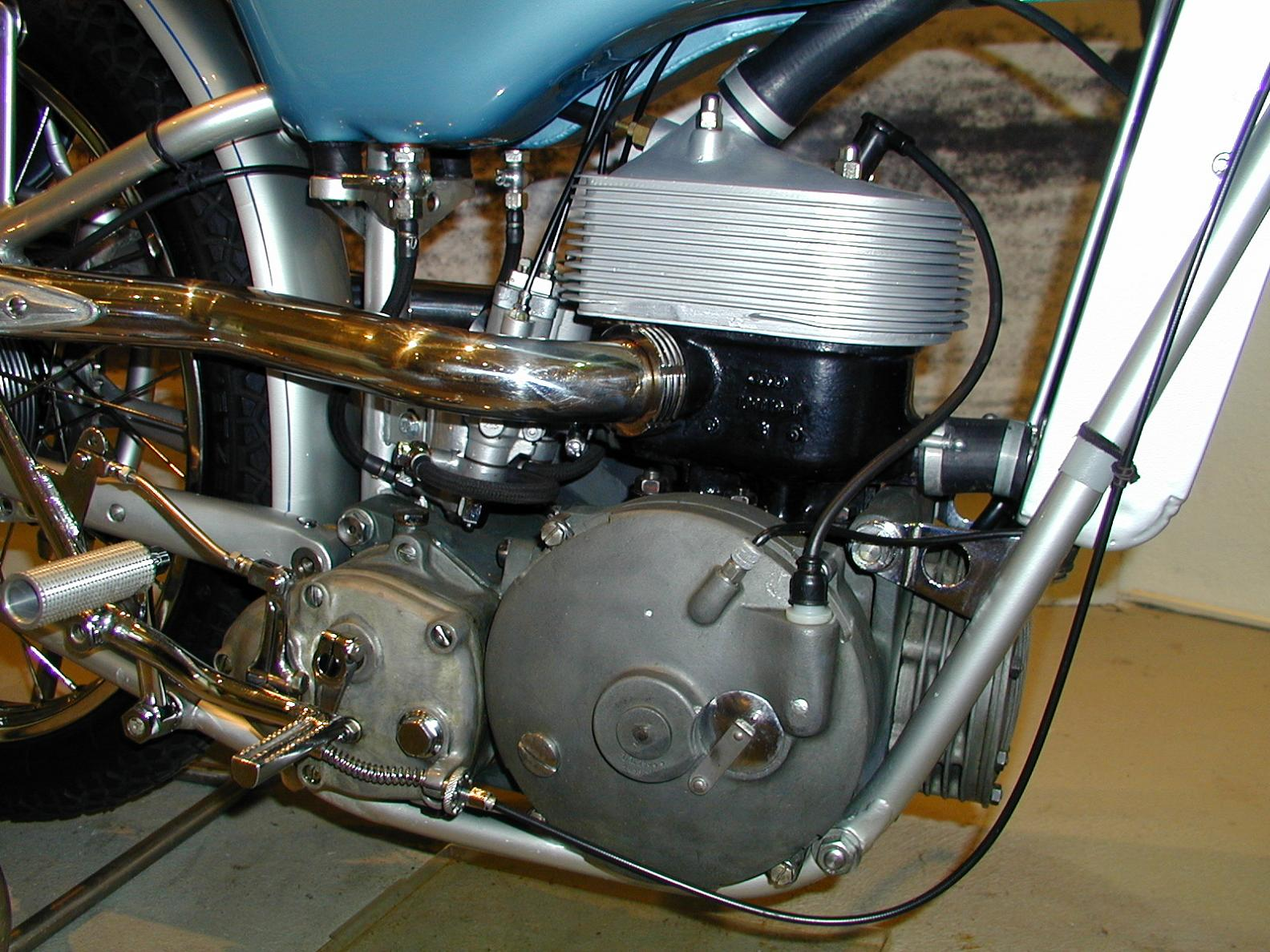
DKW UL 250 mit Ladepumpe (1935–1937)

Die DKW ULD 250 ist ein Rennmotorrad der Auto Union AG, das von 1937 bis 1939 sehr erfolgreich bei Motorradrennen eingesetzt wurde. Die DKW ULD 250 mit Doppelkolben-Zweitaktmotor und Ladepumpe galt bis zum Zweiten Weltkrieg bei Rennen in ihrer Klasse als unschlagbar.

## Vorgeschichte und Technik
Bereits 1932 entwickelte die Rennabteilung von DKW Zweitaktrennmotoren mit Doppelkolben nach dem System Zoller, das heißt der Kurbeltrieb arbeitet mit einem Hauptpleuel an der Kurbelwelle und einem daran angelenkten Nebenpleuel für den zweiten Kolben. Doppelkolbenmotoren haben geringere Spülverluste als quergespülte Nasenkolben-Zweitakter, vor allem aber können sie aufgeladen werden, da der Auslass nicht nach dem Einlass schließt („unsymmetrisches Steuerdiagramm“). Dadurch blieben sie als Rennmotoren konkurrenzfähig. 1935 erschien eine wassergekühlte 250er mit Doppelkolbenmotor und Ladepumpe. Die Ladepumpe wirkt gemeinsam mit den Kolbenunterseiten im Kurbelgehäuse zur Vorverdichtung. Der Kolben der Pumpe wurde durch Exzenterpleuel von der Kurbelwelle angetrieben, der Einlass war durch Membranplättchen gesteuert. Dieser Motor (URe 250) leistete zuletzt 17,6 kW (23,9 PS) bei 4500/min. Er wurde stetig weiterentwickelt, man experimentierte mit der Position der Ladepumpe. Die Membransteuerung ließ jedoch keine Drehzahlen oberhalb 4800/min zu.
1937 wurde die ULD 250 vorgestellt. Der Doppelkolbenmotor mit Ladepumpe war nun drehschiebergesteuert, die Ladepumpe hatte eine eigene Kurbelwelle, die über Zahnräder von der Kurbelwelle des Motors angetrieben wurde. Dieser standfeste Motor erreichte eine Leistung von 22 kW (30 PS) bei 6000/min. Der Kraftstoffverbrauch der 183 km/h schnellen Maschine betrug 15,68 Liter auf 100 km (15 mpg).
Die letzte Ausbaustufe war die DKW US 250 mit zwei Zylindern (Doppelkolben, insgesamt vier Kolben) und Rotations-Kompressor (Vielzellenverdichter) von 1939. Die US 250 soll 29,4 kW (40 PS) bei 7000/min erreicht haben, jedoch nur im Training und nicht in Rennen eingesetzt worden sein.

## Rennen und andere Modelle
Mit der DKW ULD 250 wurde Ewald Kluge 1938 und 1939 Europameister und Deutscher Meister in der Klasse bis 250 cm³. 1938 gelang es Kluge obendrein, in der Klasse bis 250 cm³ (Lightweight) erster deutscher TT-Sieger zu werden. Bernhard Petruschke wurde 1938 und 1939 jeweils 250er-Vize-Europameister hinter Kluge.
Eine 350er Rennmaschine mit Doppelkolbenmotor und Ladepumpe leistete 40 PS bei 5500/min, kam jedoch nie an die ganz großen Erfolge der ULD 250 heran. Siegfried Wünsche erreichte in der Klasse bis 350 cm³ bei der Motorrad-Europameisterschaft 1938 hinter den Briten Ted Mellors (Velocette) und „Crasher“ White (Norton) den dritten Rang.
Mit einer 350er Rennmaschine UL 350 (Zweizylinder, Doppelkolben, Kolbenladepumpe) konnte Heiner Fleischmann „1939 die gesamte englische Konkurrenz eindeutig ausschalten und gewann die Europameisterschaft seiner Klasse“.
Eine Gespannversion mit 598 cm³ Hubraum und 48 PS war bei der Motorrad-Europameisterschaft 1937 mit dem Duo Karl Braun/Ernst Badsching erfolgreich. Sie siegten beim im Rahmen des Großen Preises der Schweiz in Bremgarten ausgetragenen EM-Lauf vor den Einheimischen Ferdinand Aubert / Rudi Grob und Max Hunziker (beide Norton).